# F17 (siluro)
Il DCTN F17 è un'arma relativamente moderna, entrata in servizio sia con la Marina francese che con altre, in cui è stata esportata. La sua principale caratteristica è data dall'aver introdotto la filoguida nella produzione di siluri francesi, che prima non esisteva. La guida finale, sonar passivo, è presente come apparato di attacco finale. Nemmeno questo moderno siluro francese ha dato una piena dimostrazione delle possibilità delle armi moderne, in quanto la testata ha solo la funzione passiva, mentre manca della capacità multiruolo essendo solo un siluro antinave, lasciando ai più vecchi L5 tale ruolo. Che la tecnologia francese poteva far di meglio è dimostrato, però dal fatto che la versione export, la F17P, ha una capacità bivalente e un sistema di guida attivo/passivo, ed è stata esportata per le fregate Madina saudite, e per i sommergibili Agosta spagnoli, che quindi si sono ritrovati ad essere meglio armati dei cugini francesi.
- Nome: F17
- Anno: 1971(MOd. 2 1985, Mod.3 1988)
- Ruolo: siluro ASW/AS pesante
- Produttore: DTCN (FRA)
- Dimensioni: diametro 533mm, lunghezza 5,914 (Mod 2:5,384 m, Mod. 3:5,6 m)
- Peso: 1410kg (mod.1).
- Testata: HE da 250kg HBX-3 o TNT
- Propulsione: elettrica argento-zinco
- Guida: Autoguida attiva/passiva
- Prestazioni: velocità 35 nodi per 20km, Mod.2 40km per 20km, Mod.3 35 nodi per 29km.